# Марков, Емельян Александрович
Емелья́н Алекса́ндрович Ма́рков (19 ноября 1972 г., Москва, СССР) — российский писатель, поэт, драматург, литературовед. Член Союза писателей Москвы. Член Союза российских писателей. Член Русского ПЕН-Центра.

## Биография
Родители развелись, когда Емельяну было три года. Отец Александр Козлов на тот момент работал учителем рисования и труда вспомогательной школы, мать Екатерина Маркова - библиотекарем на заводе им.Лихачева (ЗИЛ). Емельян был отдан на пятидневку детского сада, где у него развилось косоглазие, которое потом долго лечили.
В школе Емельян по точным предметам учился посредственно, по гуманитарным и естественным хорошо.
После школы Емельян последовательно не поступил в МГУ и МГПИ им. Ленина, так его выбор пал на дошкольное отделение Педагогического колледжа №4. Колледж Емельян не окончил. Работал далее продавцом пива, разнорабочим, наносил краску через трафареты на кафельные панно перед обжигом.
В 1993 году Емельян Марков поступил в Литературный институт им. А. М. Горького на отделение прозы (семинар Александра Рекемчука). Учился на одном курсе с Алексеем Цветковым и Алексеем Шороховым. Ходил на один семинар литературного мастерства с тем же А. Цветковым, Романом Сенчиным, Марией Ряховской, Владимиром Березиным.
Лекции читали: Владимир Смирнов, Евгений Лебедев, Александр Горшков, Борис Тарасов, Анатолий Демин, Наталья Корниенко, Сергей Дмитренко, Павел Басинский, Петр Палиевский, Василий Калугин, Александр Орлов, Юрий Минералов, Владимир Гусев, Мариэтта Чудакова, Александр Чудаков.
Параллельно с учебой работал в студенческой бригаде стекольщиком, кровельщиком, плиточником, кроме того, подрабатывал массажистом.
Оказывался на грани отчисления из-за учиненных с друзьями-сокурсниками дебошей, выручал мастер семинара А. Рекемчук.
В 1994 году погиб от нападения неизвестных на лестничной клетке отец, художник Александр Козлов.
В 1996 году Марков женился на пианистке из Егорьевска Татьяне Егоровой. В браке родились трое детей. В мае 2021 года пара объявила о разводе.
В июле 2022 года женился на преподавательнице русского языка Татьяне Марковой (в девичестве Андреевой).
В 1998 году Марков окончил Литературный институт. Тогда же по диплому (повесть о деревне «После долгой зимы») был принят в Союз писателей Москвы по рекомендации Николая Евдокимова и Юрия Кублановского.
Далее работал дворником, сторожем, журналистом, курьером.
Потрясением для Маркова стала гибель его близкого друга, молодого писателя, журналиста, музыканта, главного редактора журнала "ОбщежитиЕ" Виталия Першикова, произошедшая в конце 2005 года. Обстоятельства этой катастрофы (Виталий Першиков утонул) частично прояснились только весной 2006-го.
После шести лет издательской деятельности, в том числе работы в издательстве «Эксмо", Марков поступил в Московский художественный академический театр им. М. Горького в качестве ведущего сайта и редактора при завлите. Профессиональные отношения с художественным руководителем театра Татьяной Дорониной не сложились. Дальнейшая трудовая биография писателя связана с работой в Библиотеке префекта ЦАО Москвы, Библиотеке имени Н. А. Добролюбова и Музее Москвы.

### Творчество
Обращение к писательству как основному занятию по неоднократным заявлениям самого Маркова для него связано с московскими событиями октября 1993 года, а в сугубо личностной проекции — с начавшейся в том же году череды разрушительных разграблений и дальнейшей утратой семейной избы на верхней Волге, где в деревенском поселке Новомелково Емельян жил и рос в сельской среде с семи месяцев до двадцати лет.
Тогда же в 93 г. Марков познакомился с поэмой "Москва-Петушки" Венедикта Ерофеева и с творчеством Андрея Платонова. Марков признает первостепенное влияние этих писателей на свою прозу. Анатолий Найман, когда рекомендовал повесть Маркова "Заместитель" к публикации в "Октябре", сравнил писателя с "молодым Платоновым" (несмотря на авторитетную рекомендацию, повесть тогда не была опубликована). Первые шаги автора вообще изобиловали отзывами, так критик Михаил Лобанов отозвался о повести Маркова "После долгой зимы", что "это больше, чем талантливо"; главный редактор "Нового мира" Сергей Залыгин сравнил ту же повесть с тургеневским "Хорем и Калинычем", впрочем, от публикования воздержался.
Также на творчество Емельяна Маркова оказало сильнейшее влияние трагическое прошлое его семьи: расстрел его прадеда Германа Михайловича Сегала и четырнадцатилетнее лагерное заключение как «жены врага народа» прабабки Людмилы Васильевны; голодная смерть другого прадеда терского казака Якова Филипповича Маркова, которого двенадцатилетний сын Алексей похоронил своими руками. Особенно живую семейную ретроспекцию в сознании и чувствах Емельяна поддерживала его бабка Августа Германовна Маркова, проработавшая всю жизнь в газете "Зиловец" завода им.Лихачева.
Дед Емельяна поэт Алексей Марков привечал многих «странных», психически нестабильных людей, можно сказать, что — юродивых. Жизнь самого Емельяна Маркова складывается так, что и он близко и продолжительно общался с рядом таких людей, активно участвовал в их экстремальных судьбах, навещал их в психоневрологическом стационаре, хлопотал об их участи. Тема безумия и лихорадочных озарений стала одной из сквозных в творчестве писателя.
В 70-е-80-е годы мать возила Емельяна на собрания нелегального журнала «Вече», в котором сотрудничала, располагавшегося в одной из квартир двухэтажного дома Дачи Муромцева в Царицыне, где до революции проводил лето со своей женой Верой Муромцевой Иван Бунин. В этом доме мать Емельяна общалась с Венедиктом Ерофеевым. Марков навещал в этом доме Светлану Александровну Мельникову, бывшего редактора "Вече", и в дальнейшем, вплоть до пожара 2010 года. Мотив исстари недостроенного Царицынского дворца и реалии Дачи Муромцева также перманентны в произведениях писателя.
В квартире родителей Емельяна останавливался художник Константин Васильев, когда приезжал из Васильева в Москву. Малолетний Емельян полагал, что даже в семье животных должно быть три персоны: мама, папа и "дядя Костя". Визиты Константина Васильева, его картины, дружба с родителями и влияние на их судьбу также дали проекцию на творчество Маркова.
Важной для Маркова является тема Санкт-Петербурга и его сопоставления с Москвой. Тема подробно разрабатыватся в прозе (например, в романе "Списание"), в стихах (показательным является цикл "Маятник", опубликованный в 2025 году в №1 (47) петербургского жунала "Изящная словесность").
Впервые Емельян Марков опубликовался в 1999 г. в газете «Литературная Россия» (рассказ «Волки купаются в Волге»). Далее печатался в журналах «Юность», «Кольцо А», «Москва», «Литературная учеба», «Южное сияние», «Нижний Новгород», "Знамя", «Дружба народов», «Изящная словесность», «Эмигрантская лира» (Бельгия), «Плавучий мост» (Германия), «Новый Свет», «Артикль» (Израиль), «Гостиная» (США), «Литературный Иерусалим» (Израиль), "Новый журнал", других отечественных и зарубежных периодических изданиях. В 2000 г. был номинирован на премию им. Юрия Казакова, учрежденную журналом «Новый мир», за повесть «Снег» (Юность, 2000).
Лауреат премии журнала «Кольцо „А“» 2003 года (за повесть «Заместитель»).
Лауреат Царскосельской художественной премии 2007 года (за книгу «Волки купаются в Волге» (М., Зебра-Е, 2007, ISBN 978-5-94663-498-4). Солауреатами Маркова были Василий Аксенов, Ольга Остроумова, Вячеслав Бутусов, Дмитрий Шагин, Борис Мессерер, Сергей Миронов.
В 2010 у Маркова вышел роман «Третий ход» (М. Агентство «КРПА Олимп»,Астрель, 2010, ISBN 978-5-271-29601-7, 978-5-7390-2413-8) с предисловием известного писателя Евгения Попова. Помимо прочего, в романе рассказывается о внутрицерковной и околоцерковной жизни, московских событиях октября 1993 года. В 2014 году роман был издан в формате аудиокниги (читает актриса Мария Абалкина).
В 2011 Емельян стал участником антологии «Литературной газеты» «Московский год прозы».
В 2016 году в серии «Интеллектуальная проза Емельяна Маркова» вышел роман «Маска» (М, Эксмо, 2016, ISBN 978-5-699-90485-3) о театре — как в прямом, так и в самом многозначном смысле слова.
В том же году в рамках серии был переиздан роман «Третий ход» (М, Эксмо, 2016, ISBN 978-5-699-92188-1).
В марте-апреле 2018 года в литературном журнале «Кольцо А» (№ 114, 115) вышла журнальная версия романа Емельяна Маркова «Мирон». Роман о молодых философах.
В феврале 2019 года в 1 (29) номере одесского литературно-художественного журнала «Южное сияние» вышла пьеса-буфф Емельяна Маркова «Сосновый дождь». Пьеса построена по принципу пародийного двойничества героев и антигероев.
В октябре 2021 года в серии «Modern prose» издательства «Rugram» и Литературного агентства «Флобериум» вышел роман «Астра» (М, Rugram, ISBN 978-5-517-06073-0). Роман о космонавтах и циркачах.
В октябре 2022 в том же издательстве вышел роман «Списание» (М, Rugram, Флобериум, ISBN 978-5-517-08892-5). Роман о клоуне, работающем в библиотеке.
В октябре 2023 года в издательстве «Летний сад» вышла книга стихов «Дальняя комната» (М, «Летний сад», ISBN 978-5-98856-537-6). Книга состоит из трех частей: «Первый быт», «Имя реки», третью часть составляют две поэмы — «Второе цветение одуванчиков» и «Край». 12 апреля 2025 года в Саратове за книгу "Дальняя комната" автор был награжден медалью "Григорий Коновалов".
7 июня 2024 года в Библиотеке им. Н.А. Добролюбова Музея Москвы в день 230-летия Петра Яковлевича Чаадаева Емельян Марков публично прочитал свою масштабную поэму "Чаадаев". В октябре того же года поэма была опубликована на портале "Правчтение".
Писатель включен в словарь Вячеслава Огрызко «Русские писатели. Современная эпоха. Лексикон» (М. Литературная Россия, 2004, ISBN 5-7809-0062-9).
Длительное время свои стихотворения Емельян Марков присваивал персонажам, в этом смысле характерен его ранний рассказ «Поэт». Но потом и в России, и за рубежом в печати стали появляться стихотворные подборки с указанием прямого авторства. Марков пишет как рифмованные стихи, так развивает и традицию свободного стиха (верлибра); признает влияние Леонида Губанова по метафорическому содержанию и Иосифа Бродского в его поэтических запретах.
Еще в 90-е Игорь Виноградов заметил в той же повести "Заместитель" стихотворное начало автора.
Емельян Марков написал предисловия к ряду изданий русской и зарубежной литературы:
- Жизнеутверждающая трагедия. / Эзоп. Басни. (М., Эксмо, 2009, ISBN 978-5-699-36258-5.)
- Такой души ты знала ль цену? / Михаил Лермонтов. Стихи о любви. (М. Эксмо, 2009, ISBN 978-5-699-36810-5.)
- Благословение мое, как гром. / Максимилиан Волошин. Стихотворения. (М. Эксмо, 2009, ISBN 978-5-699-36810-5.)
- Игорь-лыжник. / Игорь Северянин. Стихотворения. (М., Эксмо, 2010, ISBN 978-5-699-36258-5.)
- Поэтический турнир XVIII века. / Русская поэзия XVIII века. (М., Эксмо, 2010, ISBN 978-5-699-42804-5.)
- Тайный путь русской поэзии. / Русская духовная поэзия. (М., Эксмо, 2011, ISBN 978-5-699-47015-0.)

Марков разработал в издательстве «Эксмо» серию «Русская поэзия Серебряного века» и составил вошедшие в неё книги А. Блока, А. Ахматовой, Б. Пастернака, М. Цветаевой, Н. Гумилева, С. Есенина.
В 2009—2010 гг. Емельян Марков был постоянным участников телевизионной программы писателя Виктора Ерофеева «Апокриф».
В декабре 2017 года Емельян Марков стал финалистом Премии имени О. Генри «Дары волхвов» с рассказом «Тульский самовар московского золота».